# Anton Emanuel Schönbach

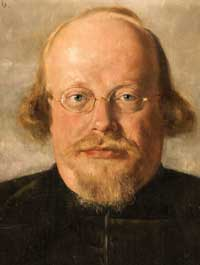
Anton Emanuel Schönbach

Anton Emanuel Schönbach (* 29. Mai 1848 in Rumburg; † 25. August 1911 in Schruns) war ein österreichischer Germanist, Kultur- und Literaturwissenschaftler.

## Leben
Der aus Nordböhmen stammende Schönbach kam schon als Kind nach Wien, wo er am Piaristengymnasium 1867 maturierte. Anschließend studierte er an der Universität Wien, wo er 1871 promovierte. Die Habilitation 1872 behandelte die Reimprosa der heiligen Cäcilia, die Antrittsrede die Entwicklung der Gralssage.
1873 wurde Schönbach außerordentlicher Professor an der Universität Graz, 1876 ordentlicher Professor. Er arbeitete die Statuten für das zu gründende erste Seminar für deutsche Philologie in der österreichisch-ungarischen Monarchie aus und war von 1876 bis 1911 Ordinarius. In dieser Zeit veröffentlichte er zahlreiche Artikel und Rezensionen für das Feuilleton der Grazer Tagespost
Schönbach wurde 1895 korrespondierendes und 1903 wirkliches Mitglied der Österreichischen Akademie der Wissenschaften. Korrespondierendes Mitglied der Königlich-Preußischen Akademie der Wissenschaften war er seit 1906. 1903 wurde er zum Hofrat ernannt.
1911 starb Anton Emanuel Schönbach in seiner langjährigen Sommerfrische in Vorarlberg, wo er seinerzeit die Gründung des Montafoner Heimatschutzvereines angeregt hatte. Er wurde in Graz beigesetzt. 1932 benannte man die Schönbachgasse in Wien-Hietzing nach ihm.

## Schriften (Auswahl)
- Über die humoristische Prosa des 19. Jahrhunderts. Leuschner & Lubnesky, Graz 1875. (Digitalisat)[2]
- Über Lesen und Bildung. Leuschner & Lubnesky, Graz 1888. (Digitalisat)
- Walther von der Vogelweide, ein Dichterleben. Ehlermann, Dresden 1890. (Digitalisat) (3. verbesserte Auflage Graz 1910, Verlag Ernst Hofmamm & Co. Berlin, 233 Seiten.)
- Otfridstudien. Weidmann, Leipzig 1894–1896.
- Studien zur Geschichte der altdeutschen Predigt. 7 Teile. Gerold, Wien 1896–1906.
- Studien zur Erzählung des Mittelalters. 1898–1902. [(https://books.google.de/books?id=coS7gBjrtWcC&printsec=frontcover&hl=de&source=gbs_ge_summary_r&cad=0#v=onepage&q&f=false 1–4. Digitalisat Olms Reprint 2005])
- Die Anfänge des deutschen Minnegesanges. Eine Studie. Leuschner & Lubensky, Graz 1898. (Digitalisat)
- Gesammelte Aufsätze zur neueren Litteratur in Deutschland, Oesterreich, Amerika. Leuschner & Lubensky, Graz 1900. (Digitalisat)
- Aus dem Traktate „De decem praeceptis“ des Thomas Ebendorfer von Haselbach. (= Zeugnisse zur deutschen Volkskunde des Mittelalters, 1) In: Zeitschrift des Vereins für Volkskunde 12, 1902, S. 1–14.
- Rede auf Schiller. Leuschner & Lubinsky, Graz 1905.
- Über Gutolf von Heiligenkreuz: Untersuchungen und Texte, Wien 1905 (Digitalisat)
- Die Bereitung der Osterkerze im Mittelalter. In: Zeitschrift des Vereins für Volkskunde 18, 1908, S. 426–428.

Schönbach war Mitherausgeber der Grazer Studien zur deutschen Philologie (1895–1900) und Herausgeber der Altdeutschen Predigten (1886–1891). Der Schwerpunkt seiner Arbeit lag auf der altdeutschen und mittelalterlichen Literatur. Er war auch Mitarbeiter der Allgemeinen Deutschen Biographie.